# Modern Times (chanson)
Pour les articles homonymes, voir Modern Times.
Singles de J-five
Find a Way
(2004)
Pistes de Sweet Little Nothing
Find a Way Turn It Up
Modern Times est une chanson du chanteur américain J-five enregistrée en 2004. Elle est sortie en 2004 en tant que premier single de son premier album studio Sweet Little Nothing, sur lequel elle est la troisième piste. Modern Times a eu du succès dans plusieurs pays européens, atteignant la place numéro un des classements français et la neuvième des classements belges.

## Sortie
La chanson est un hommage à Charlie Chaplin et particulièrement à son film Les Temps modernes. Le refrain de la chanson est d'ailleurs l'enregistrement original de Charlie Chaplin chantant à la fin du film lorsqu'il improvise un charabia et un numéro de pantomime. Chaplin a choisi de chanter en phonétique, imitant plusieurs langues européennes pour la circonstance. C'est la seule scène où l'on entend la vraie voix de Charlot. La chanson originale interprétée dans le film s'appelle Titine.
Modern Times est également sortie sur de nombreuses compilations françaises, notamment une d'NRJ ou encore issue de Fan 2.

## Clip vidéo
Un clip vidéo est sorti pour illustrer la chanson. Celui-ci est composé de scènes du film de Charlie Chaplin et inclut la participation de Dolores Chaplin, la petite fille de Charlie Chaplin.

## Performance dans les classements
En France, le single est entré dans les classements directement en quinzième position le 29 février 2004 et a gagné quelques places chaque semaine jusqu'à atteindre la première position le 21 mars pendant une semaine. Les semaines suivantes, le single n'a presque pas cessé de redescendre et a, au total, passé six semaines dans le top 10, 17 semaines dans le top 50 et 25 semaines en tout dans le classement.
Modern Times a été certifié disque d'Or par la SNEP et s'est classée 33e des classements de fin d'année en 2004.

## Liste des pistes
- CD single

1. Modern Times featuring Charlie Chaplin — 3:16
2. Flags — 3:22

- CD maxi

1. Modern Times featuring Charlie Chaplin — 3:16
2. Flags — 3:22
3. Turn It up — 2:06

- CD maxi

1. Modern Times (Version originale) featuring Charlie Chaplin — 3:23
2. Modern Times (Remix de Rove Dogs) — 3:43
3. Flags — 2:06
4. Modern Times (vidéo).

## Personnel
- Enregistré par Len Corey
- Produit par D&N Godsend et Mel Richd
- Graphisme par Objectif Lune
- Photographie par S. Girzard

Modern Times
- Composition par J-Five / Daniderff / D&N Godsend / Mel Richd/Bertal & Maubon
- Ingénierie par Len Corey
- Interprétation by J-Five and Charles Chaplin
- Charles Chaplin droits réservés Roy Export Ltd.

Flags
- Composition par J-Five / D&N Godsend / Mel Richd
- Ingénierie par Len Corey

Rove Dogs remix
- Voix et piano par Franck Lascombes
- Ingénierie et mixage par Mr Clean.

## Charts and sales
| Classement 2004                         | Meilleure position |
| --------------------------------------- | ------------------ |
| Belgique (Wallonie Ultratop 50 Singles) | 9                  |
| France (SNEP)                           | 1                  |
| Grèce                                   | 10                 |
| Italie (FIMI)                           | 12                 |
| Pays-Bas (Nederlandse Top 40)           | 36                 |
| Suisse (Schweizer Hitparade)            | 15                 |

| Classement (2004)            | Position |
| ---------------------------- | -------- |
| Belgique (Ultratop Wallonie) | 47       |
| France (SNEP)                | 33       |
| Suisse                       | 74       |

| Région                                                                                                 | Certification | Ventes/Streams |
| --- | ------------- | -------------- |
| France (SNEP)                                                                                          | Or            | 250 000*       |
| *Ventes selon la certification ^Mise en rayon selon la certification xNon précisé par la certification |               |                |

## Source
- (en) Cet article est partiellement ou en totalité issu de l’article de Wikipédia en anglais intitulé « Modern Times (song) » (voir la liste des auteurs).